# Shohei Ikeda
Shohei Ikeda (Shizuoka, 27 april 1981) is een Japans voetballer.

## Carrière
Shohei Ikeda speelde tussen 2000 en 2011 voor Shimizu S-Pulse, Sanfrecce Hiroshima, Vegalta Sendai, JEF United Ichihara Chiba en Ehime FC. Hij tekende in 2012 bij FC Gifu.